# Episodi di Mio padre, il signor preside (prima stagione)
La prima stagione della serie televisiva Mio padre, il signor preside è andata in onda negli Stati Uniti dal 21 ottobre 1950 al 13 ottobre 1951 sulla ABC.
| nº | Titolo originale           | Prima TV USA      | Titolo italiano | Prima TV Italia |
| -- | -------------------------- | ----------------- | --------------- | --------------- |
| 1  | Mr. Lamont Stays All Night | 21 ottobre 1950   |                 |                 |
| 2  | The Contest                | 28 ottobre 1950   |                 |                 |
| 3  | Stu's Holiday              | 4 novembre 1950   |                 |                 |
| 4  | Dr. I.Q. Erwin             | 11 novembre 1950  |                 |                 |
| 5  | Father Finds a Genius      | 18 novembre 1950  |                 |                 |
| 6  | Father's Little Gift       | 25 novembre 1950  |                 |                 |
| 7  | June's Romance             | 2 dicembre 1950   |                 |                 |
| 8  | Thank You, Mr. Jarvis      | 9 dicembre 1950   |                 |                 |
| 9  | Father Gets Into the Act   | 16 dicembre 1950  |                 |                 |
| 10 | Problem Party              | 23 dicembre 1950  |                 |                 |
| 11 | Lesson in Tolerance        | 30 dicembre 1950  |                 |                 |
| 12 | Father Knows Best          | 6 gennaio 1951    |                 |                 |
| 13 | Competition                | 13 gennaio 1951   |                 |                 |
| 14 | The Ugly Duckling          | 20 gennaio 1951   |                 |                 |
| 15 | Telephonitis               | 27 gennaio 1951   |                 |                 |
| 16 | Bugle Sounds               | 3 febbraio 1951   |                 |                 |
| 17 | What Paper Do You Read?    | 10 febbraio 1951  |                 |                 |
| 18 | Hot Rod                    | 17 febbraio 1951  |                 |                 |
| 19 | Cousin Steve Pays a Visit  | 24 febbraio 1951  |                 |                 |
| 20 | High Finance               | 3 marzo 1951      |                 |                 |
| 21 | The Helping Hand           | 10 marzo 1951     |                 |                 |
| 22 | Wedding Bells              | 17 marzo 1951     |                 |                 |
| 23 | Black Saturday             | 24 marzo 1951     |                 |                 |
| 24 | Father and Shakespeare     | 31 marzo 1951     |                 |                 |
| 25 | Stu's Private Eye          | 7 aprile 1951     |                 |                 |
| 26 | Class Reunion              | 14 aprile 1951    |                 |                 |
| 27 | Erwin Goes to the Dogs     | 21 aprile 1951    |                 |                 |
| 28 | Interior Decorating        | 28 aprile 1951    |                 |                 |
| 29 | Milk of Human Kindness     | 5 maggio 1951     |                 |                 |
| 30 | Baby Knows Best            | 12 maggio 1951    |                 |                 |
| 31 | Weighty Problem            | 19 maggio 1951    |                 |                 |
| 32 | Father Picks a Queen       | 26 maggio 1951    |                 |                 |
| 33 | The Great Debate           | 2 giugno 1951     |                 |                 |
| 34 | The Burglar Alarm          | 9 giugno 1951     |                 |                 |
| 35 | Many Happy Returns         | 16 giugno 1951    |                 |                 |
| 36 | The Present                | 23 giugno 1951    |                 |                 |
| 37 | Private Enterprise         | 30 giugno 1951    |                 |                 |
| 38 | TV Comes to the Erwins     | 7 luglio 1951     |                 |                 |
| 39 | Springtime for Father      | 14 luglio 1951    |                 |                 |
| 40 | Doctor's Examination       | 21 luglio 1951    |                 |                 |
| 41 | Barbecue                   | 28 luglio 1951    |                 |                 |
| 42 | Quarantine                 | 4 agosto 1951     |                 |                 |
| 43 | Dear Dora                  | 11 agosto 1951    |                 |                 |
| 44 | June Serves on a Jury      | 18 agosto 1951    |                 |                 |
| 45 | Nothing But the Truth      | 25 agosto 1951    |                 |                 |
| 46 | Roughing It                | 1º settembre 1951 |                 |                 |
| 47 | Cafe Society               | 8 settembre 1951  |                 |                 |
| 48 | I Spy                      | 15 settembre 1951 |                 |                 |
| 49 | Track Meet                 | 22 settembre 1951 |                 |                 |
| 50 | That's My Mother           | 29 settembre 1951 |                 |                 |
| 51 | The Pen Is Mightier        | 6 ottobre 1951    |                 |                 |
| 52 | It's Just Money            | 13 ottobre 1951   |                 |                 |

## Mr. Lamont Stays All Night
- Diretto da:
- Scritto da:

### Trama
- Interpreti: Stuart Erwin (Stu Erwin), June Collyer (June Erwin), Ann E. Todd (Joyce Erwin)

## The Contest
- Diretto da:
- Scritto da:

### Trama
- Interpreti: Stuart Erwin (Stu Erwin), June Collyer (June Erwin), Ann E. Todd (Joyce Erwin)

## Stu's Holiday
- Diretto da:
- Scritto da:

### Trama
- Interpreti: Stuart Erwin (Stu Erwin), June Collyer (June Erwin), Willie Best (Willie), Frank Hagney, Ralph Hodges, Teddy Infuhr, Sheila James Kuehl (Jackie Erwin), Gene Roth, Syd Saylor, Ann E. Todd (Joyce Erwin)

## Dr. I.Q. Erwin
- Diretto da:
- Scritto da:

### Trama
- Interpreti: Stuart Erwin (Stu Erwin), June Collyer (June Erwin), Ann E. Todd (Joyce Erwin)

## Father Finds a Genius
- Diretto da:
- Scritto da:

### Trama
- Interpreti: Stuart Erwin (Stu Erwin), June Collyer (June Erwin), Ann E. Todd (Joyce Erwin)

## Father's Little Gift
- Diretto da:
- Scritto da:

### Trama
- Interpreti: Stuart Erwin (Stu Erwin), June Collyer (June Erwin), Ann E. Todd (Joyce Erwin)

## June's Romance
- Diretto da:
- Scritto da:

### Trama
- Interpreti: Stuart Erwin (Stu Erwin), June Collyer (June Erwin), Ann E. Todd (Joyce Erwin)

## Thank You, Mr. Jarvis
- Diretto da:
- Scritto da:

### Trama
- Interpreti: Stuart Erwin (Stu Erwin), June Collyer (June Erwin), Ann E. Todd (Joyce Erwin)

## Father Gets Into the Act
- Diretto da:
- Scritto da:

### Trama
- Interpreti: June Collyer (June Erwin), Stuart Erwin (Stu Erwin), Sheila James Kuehl (Jackie Erwin), Ann E. Todd (Joyce Erwin), Willie Best (Willie), Herb Vigran (Jack Roberts)

## Problem Party
- Diretto da:
- Scritto da:

### Trama
- Interpreti: Stuart Erwin (Stu Erwin), June Collyer (June Erwin), Margaret Hamilton (Mrs. Bracker), Martin Milner (Jimmy Clark), Ann E. Todd (Joyce Erwin)

## Lesson in Tolerance
- Diretto da:
- Scritto da:

### Trama
- Interpreti: Stuart Erwin (Stu Erwin), June Collyer (June Erwin), Ann E. Todd (Joyce Erwin)

## Father Knows Best
- Diretto da:
- Scritto da:

### Trama
- Interpreti: Stuart Erwin (Stu Erwin), June Collyer (June Erwin), Ann E. Todd (Joyce Erwin)

## Competition
- Diretto da:
- Scritto da:

### Trama
- Interpreti: Stuart Erwin (Stu Erwin), June Collyer (June Erwin), Ann E. Todd (Joyce Erwin)

## The Ugly Duckling
- Diretto da:
- Scritto da:

### Trama
- Interpreti: Stuart Erwin (Stu Erwin), June Collyer (June Erwin), Willie Best (Beanie), Sheila James Kuehl (Jackie), Martin Milner (Drexel), Ann E. Todd (Joyce Erwin)

## Telephonitis
- Diretto da:
- Scritto da:

### Trama
- Interpreti: Stuart Erwin (Stu Erwin), June Collyer (June Erwin), Willie Best (Willie), Sheila James Kuehl (Jackie Erwin), Ann E. Todd (Joyce Erwin)

## Bugle Sounds
- Diretto da:
- Scritto da:

### Trama
- Interpreti: Stuart Erwin (Stu Erwin), June Collyer (June Erwin), Ann E. Todd (Joyce Erwin)

## What Paper Do You Read?
- Diretto da:
- Scritto da:

### Trama
- Interpreti: Stuart Erwin (Stu Erwin), June Collyer (June Erwin), Harry Hayden (Harry Johnson), Sheila James Kuehl (Jackie Erwin), Effie Laird (Adele Johnson), Keye Luke (Lin Yang), Ann E. Todd (Joyce Erwin)

## Hot Rod
- Diretto da:
- Scritto da:

### Trama
- Interpreti: Stuart Erwin (Stu Erwin), June Collyer (June Erwin), Ann E. Todd (Joyce Erwin)

## Cousin Steve Pays a Visit
- Diretto da:
- Scritto da:

### Trama
- Interpreti: Stuart Erwin (Stu Erwin), June Collyer (June Erwin), Ann E. Todd (Joyce Erwin)

## High Finance
- Diretto da:
- Scritto da:

### Trama
- Interpreti: Stuart Erwin (Stu Erwin), June Collyer (June Erwin), Barbara Bestar, Lela Bliss, Gail Bonney, Chester Clute, Bill Erwin, Harry Hayden, Sheila James Kuehl (Jackie Erwin), Florence Lake, Martin Milner (Drexel), Ann E. Todd (Joyce Erwin)

## The Helping Hand
- Diretto da:
- Scritto da:

### Trama
- Interpreti: Stuart Erwin (Stu Erwin), June Collyer (June Erwin), Ann E. Todd (Joyce Erwin)

## Wedding Bells
- Diretto da:
- Scritto da:

### Trama
- Interpreti: Willie Best (Willie), June Collyer (June Erwin), Stuart Erwin (Stu Erwin), Sheila James Kuehl (Jackie Erwin), Martin Milner (Drexel Potter), Ann E. Todd (Joyce Erwin)

## Black Saturday
- Diretto da:
- Scritto da:

### Trama
- Interpreti: Stuart Erwin (Stu Erwin), June Collyer (June Erwin), Sheila James Kuehl (Jackie Erwin), Ann E. Todd (Joyce Erwin), Willie Best (Willie, The Handyman), Harry Hayden (Harry Johnson), Effie Laird (Adele Johnson)

## Father and Shakespeare
- Diretto da:
- Scritto da:

### Trama
- Interpreti: Stuart Erwin (Stu Erwin), June Collyer (June Erwin), Ann E. Todd (Joyce Erwin)

## Stu's Private Eye
- Diretto da:
- Scritto da:

### Trama
- Interpreti: Stuart Erwin (Stu Erwin), June Collyer (June Erwin), Ann E. Todd (Joyce Erwin)

## Class Reunion
- Diretto da:
- Scritto da:

### Trama
- Interpreti: Stuart Erwin (Stu Erwin), June Collyer (June Erwin), Ann E. Todd (Joyce Erwin)

## Erwin Goes to the Dogs
- Diretto da:
- Scritto da:

### Trama
- Interpreti: Stuart Erwin (Stu Erwin), June Collyer (June Erwin), Ann E. Todd (Joyce Erwin)

## Interior Decorating
- Diretto da:
- Scritto da:

### Trama
- Interpreti: Stuart Erwin (Stu Erwin), June Collyer (June Erwin), Ann E. Todd (Joyce Erwin)

## Milk of Human Kindness
- Diretto da:
- Scritto da:

### Trama
- Interpreti: Stuart Erwin (Stu Erwin), June Collyer (June Erwin), Willie Best (Willie), Sheila James Kuehl (Jackie Erwin), Ann E. Todd (Joyce Erwin)

## Baby Knows Best
- Diretto da:
- Scritto da:

### Trama
- Interpreti: Stuart Erwin (Stu Erwin), June Collyer (June Erwin), Ann E. Todd (Joyce Erwin)

## Weighty Problem
- Diretto da:
- Scritto da:

### Trama
- Interpreti: Stuart Erwin (Stu Erwin), June Collyer (June Erwin), Ann E. Todd (Joyce Erwin)

## Father Picks a Queen
- Diretto da:
- Scritto da:

### Trama
- Interpreti: Stuart Erwin (Stu Erwin), June Collyer (June Erwin), Ann E. Todd (Joyce Erwin)

## The Great Debate
- Diretto da:
- Scritto da:

### Trama
- Interpreti: Stuart Erwin (Stu Erwin), June Collyer (June Erwin), Ann E. Todd (Joyce Erwin), Sheila James Kuehl (Jackie Erwin), Lela Bliss (Adele), Harry Hayden (Harry), Emory Parnell (Artie Singer), Effie Laird (Adele Johnson), Frank Jaquet (George Selkirk), Margaret Dumont (Mrs. Selkirk)

## The Burglar Alarm
- Diretto da:
- Scritto da:

### Trama
- Interpreti: Stuart Erwin (Stu Erwin), June Collyer (June Erwin), Ann E. Todd (Joyce Erwin)

## Many Happy Returns
- Diretto da:
- Scritto da:

### Trama
- Interpreti: Stuart Erwin (Stu Erwin), June Collyer (June Erwin), Ann E. Todd (Joyce Erwin)

## The Present
- Diretto da:
- Scritto da:

### Trama
- Interpreti: Stuart Erwin (Stu Erwin), June Collyer (June Erwin), Ann E. Todd (Joyce Erwin)

## Private Enterprise
- Diretto da:
- Scritto da:

### Trama
- Interpreti: Stuart Erwin (Stu Erwin), June Collyer (June Erwin), Willie Best (Willie), Chester Clute, Dick Elliott, Teddy Infuhr, Sheila James Kuehl (Jackie Erwin), Martin Martin (Drexel), John Parrish, Bill Pullen, Gene Roth, Anthony Sydes, Ann E. Todd (Joyce Erwin), Michael Whalen

## TV Comes to the Erwins
- Diretto da:
- Scritto da:

### Trama
- Interpreti: Stuart Erwin (Stu Erwin), June Collyer (June Erwin), Ann E. Todd (Joyce Erwin), Sheila James Kuehl (Jackie Erwin), Willie Best (Willie), Sam Flint (professor William Hewitt), Jack Daly (Television Salesman), Teddy Infuhr (ragazzo with Glasses), Anthony Sydes (Blonde Boy)

## Springtime for Father
- Diretto da:
- Scritto da:

### Trama
- Interpreti: June Collyer (June Erwin), Stuart Erwin (Stu Erwin), Willie Best (Willie), Harry Hayden (Harry Johnson), Sheila James Kuehl (Jackie Erwin), Effie Laird (Adele Johnson), Ann E. Todd (Joyce Erwin)

## Doctor's Examination
- Diretto da:
- Scritto da:

### Trama
- Interpreti: Stuart Erwin (Stu Erwin), June Collyer (June Erwin), Willie Best (Willie, The Handyman), Sheila James Kuehl (Jackie Erwin), Paul Maxey (George Selkirk), Ann E. Todd (Joyce Erwin)

## Barbecue
- Diretto da:
- Scritto da:

### Trama
- Interpreti: June Collyer (June Erwin), Stuart Erwin (Stu Erwin), Willie Best (Willie), Harry Hayden (Harry Johnson), Sheila James Kuehl (Jackie Erwin), Effie Laird (Adele Johnson), Martin Milner (Drexel Potter), Ann E. Todd (Joyce Erwin)

## Quarantine
- Diretto da:
- Scritto da:

### Trama
- Interpreti: Stuart Erwin (Stu Erwin), June Collyer (June Erwin), Ann E. Todd (Joyce Erwin)

## Dear Dora
- Diretto da:
- Scritto da:

### Trama
- Interpreti: Stuart Erwin (Stu Erwin), June Collyer (June Erwin), Willie Best (Willie, The Handyman), Sheila James Kuehl (Jackie Erwin), Effie Laird (Adele Johnson), Hank Patterson (Gus - il lattaio), Ann E. Todd (Joyce Erwin)

## June Serves on a Jury
- Diretto da:
- Scritto da:

### Trama
- Interpreti: Stuart Erwin (Stu Erwin), June Collyer (June Erwin), Ann E. Todd (Joyce Erwin)

## Nothing But the Truth
- Diretto da:
- Scritto da:

### Trama
- Interpreti: Stuart Erwin (Stu Erwin), June Collyer (June Erwin), Willie Best (Willie), Sheila James Kuehl (Jackie Erwin), Martin Milner (Drexel Potter), Ann E. Todd (Joyce Erwin)

## Roughing It
- Diretto da:
- Scritto da:

### Trama
- Interpreti: Stuart Erwin (Stu Erwin), June Collyer (June Erwin), Ann E. Todd (Joyce Erwin)

## Cafe Society
- Diretto da:
- Scritto da:

### Trama
- Interpreti: Stuart Erwin (Stu Erwin), June Collyer (June Erwin), Ann E. Todd (Joyce Erwin)

## I Spy
- Diretto da:
- Scritto da:

### Trama
- Interpreti: Stuart Erwin (Stu Erwin), June Collyer (June Erwin), Ann E. Todd (Joyce Erwin)

## Track Meet
- Diretto da:
- Scritto da:

### Trama
- Interpreti: Stuart Erwin (Stu Erwin), June Collyer (June Erwin), Ann E. Todd (Joyce Erwin)

## That's My Mother
- Diretto da:
- Scritto da:

### Trama
- Interpreti: Stuart Erwin (Stu Erwin), June Collyer (June Erwin), Ann E. Todd (Joyce Erwin)

## The Pen Is Mightier
- Diretto da:
- Scritto da:

### Trama
- Interpreti: Stuart Erwin (Stu Erwin), June Collyer (June Erwin), Ann E. Todd (Joyce Erwin)

## It's Just Money
- Diretto da:
- Scritto da:

### Trama
- Interpreti: Stuart Erwin (Stu Erwin), June Collyer (June Erwin), Ann E. Todd (Joyce Erwin), Sheila James Kuehl (Jackie Erwin), Willie Best (Willie), Martin Milner (Drexel), Frank Jaquet (George Selkirk), Margaret Dumont (Mrs. Selkirk), Florence Cunningham (Mrs. Parsons), Effie Laird (Miss Pringle), Robert Malcolm (Membro del Consiglio), John Vosper (Membro del Consiglio)